# Metoncholaimus longiovum
Metoncholaimus longiovum är en rundmaskart som beskrevs av Benjamin G. Chitwood 1960. Metoncholaimus longiovum ingår i släktet Metoncholaimus och familjen Oncholaimidae. Inga underarter finns listade i Catalogue of Life.